# Список губернаторов Нью-Мексико
Губернатор Нью-Мексико (англ. Governor of New Mexico, исп. Gobernadora de Nuevo México) — глава исполнительной власти американского штата Нью-Мексико и главнокомандующий вооружёнными силами штата. Как указано в губернаторской печати, пост губернатора штата Нью-Мексико является наследником постов испанского и мексиканского губернаторов Нуэво-Мексико (1598—1850) и губернаторов территории Нью-Мексико (1851—1912). Должностному лицу предоставляется пожизненное звание «Достопочтенного». Нынешним губернатором является Мишель Лухан-Гришэм, демократ, которая 1 января 2019 года была приведена к присяге в качестве 32-го губернатора штата Нью-Мексико.

## История
Во время оккупации Нью-Мексико военными США, начиная с 1846 года, для наблюдения за территорией назначался военный губернатор; военным губернаторам иногда помогали гражданские губернаторы. В 1850 году Нью-Мексико получил статус территории США, губернатор которой назначался президентом Соединённых Штатов. Должность губернатора была создана в 1912 году, когда Нью-Мексико был официально принят в состав США как 47-й штат.
Двадцать восемь человек занимали пост губернатора Нью-Мексико с момента вступления штата в Союз в 1912 году, двое из которых — Эдвин Л. Мечем и Брюс Кинг — занимали пост по три срока каждый. Кинг также является рекордсменом по продолжительности пребывания на посту губернатора Нью-Мексико — 12 лет. Уильям К. Макдональд, первый губернатор штата, вступил в должность 6 января 1912 года. Нынешним главой Нью-Мексико является Мишель Лухан-Гришэм, которая вступила в должность 1 января 2019 года в качестве первой избранной губернатором штата женщины-демократа. Губернаторы ограничены двумя сроками подряд, но бывший губернатор имеет право на переизбрание после истечения срока полномочий промежуточного губернатора.

## Квалификация
Раздел третий статьи V Конституции Нью-Мексико устанавливает требования, согласно которым чтобы стать губернатором надо быть гражданином Соединённых Штатов, быть не моложе 30 лет и проживать в Нью-Мексико не менее пяти лет до выборов.

## Губернаторы времён военного правления США
В 1846 году в начале Американо-мексиканской войны (1846—1848) армия США под командованием Стивена Карни вторглась в Мексику и оккупировала её провинцию Новая Мексика. Иногда военным губернаторам помогали гражданские губернаторы.
Военные губернаторы
| # | Портрет | Губернатор                     | Срок полномочий       | Срок полномочий       | Срок полномочий | Прим. |
| # | Портрет | Губернатор                     | Вступил в должность   | Покинул должность     | Дни             | Прим. |
| - | ------- | ------------------------------ | --------------------- | --------------------- | --------------- | --- |
| 1 |         | Генерал Стивен Карни           | 18 августа 1846 года  | 25 сентября 1846 года | 38              | Первый американский губернатор Новой Мексики. Приказом президента Полка отправлен завоёвывать Калифорнию. |
| 2 |         | Полковник Стерлинг Прайс       | 25 сентября 1846 года | 11 октября 1848 года  | 747             | Получил повышение до бригадного генерала и стал военным губернатором Чиуауа. |
| 3 |         | Подполковник Джон М. Вашингтон | 11 октября 1848 года  | 23 октября 1849 года  | 377             | Военный и гражданский губернатор одновременно. Переведён в Форт-Конститьюшен (Нью-Гемпшир). |
| 4 |         | Полковник Джон Манро           | 23 октября 1849 года  | 3 марта 1851 года     | 437             | Военный и гражданский губернатор одновременно. Манро созвал конституционное собрание, которое ратифицировало конституцию, согласно которой Нью-Мексико провозглашалась штатом и запрещалось рабство. Однако полковник Манро запретил выборным должностным лицам брать на себя гражданскую власть. Возникший кризис был разрешён Сенатом США, который придал Нью-Мексико статус территории США. |

Гражданские губернаторы
| # | Портрет | Губернатор      | Срок полномочий       | Срок полномочий      | Срок полномочий | Прим. |
| # | Портрет | Губернатор      | Вступил в должность   | Покинул должность    | Дни             | Прим. |
| - | ------- | --------------- | --------------------- | -------------------- | --------------- | --- |
| 1 |         | Чарльз Бент     | 22 сентября 1846 года | 1 июля 1847 года     | 119             | Первый гражданский губернатор США на территории Нью-Мексико. Назначен генералом Карни. Убит во время восстания индейцев-пуэбло. |
| 2 |         | Доначиано Вигил | 1 июля 1847 года      | 11 октября 1848 года | 631             | Первый гражданский губернатор американской Нью-Мексико — местный уроженец. Назначен генералом Карни. Помог сгладить переход к американскому управлению. Временный до декабря 1847 года.                                                             |
| 3 |         | Генри Коннелли  | Июнь 1850             | Сентябрь 1850        | 3 месяца        | Первый выборный американский губернатор на территории Нью-Мексико. Избран в соответствии с конституцией самопровозглашённого штата Нью-Мексико, которая была аннулирована Компромиссом 1850 года. Не был допущен к власти полковником Джоном Манро. |

## Список губернаторовТерритории Нью-Мексико
Политические партии
| Виги | Демократы | Республиканцы |
| ---- | --------- | ------------- |
| 2    | 6         | 11            |

| #     | Портрет | Губернатор             | Срок полномочий       | Срок полномочий       | Срок полномочий | Партия        | Назначивший президент | Прим. |
| #     | Портрет | Губернатор             | Вступил в должность   | Покинул должность     | Дни             | Партия        | Назначивший президент | Прим. |
| ----- | ------- | ---------------------- | --------------------- | --------------------- | --------------- | ------------- | --------------------- | --- |
| 1     |         | Калхун, Джеймс Сайлас  | 9 января 1851 года    | 6 мая 1852 года       | 483             | Виг           | Миллард Филлмор       | |
| 2     |         | Лейн, Уильям Карр      | 6 мая 1852 года       | 6 мая 1853 года       | 365             | Виг           | Миллард Филлмор       | |
| 3     |         | Дэвид Меривезер        | 6 мая 1853 года       | 17 августа 1857 года  | 1564            | Демократ      | Франклин Пирс         | |
| 4     |         | Абрахам Ренчер         | 17 августа 1857 года  | 24 мая 1861 года      | 1376            | Демократ      | Джеймс Бьюкенен       | В начале Гражданской войны остался верен Союзу и собрал полки для защиты территории. В тоже время в боевых действиях активного участия не принимал.                            |
| 5     |         | Генри Коннели          | 24 мая 1861 года      | 15 января 1866 года   | 1697            | Демократ      | Абрахам Линкольн      | Добился отмены закона о рабах. |
| 6     |         | Роберт Б. Митчелл      | 15 января 1866 года   | 28 мая 1869 года      | 1229            | Демократ      | Эндрю Джонсон         | Часто отсутствовал в столице территории Санта-Фе без объяснения причин, что вынуждало законодательный орган направлять принятые им законопроекты для одобрения Конгрессом США. |
| 7     |         | Уильям А. Пайл         | 28 мая 1869 года      | 27 июля 1871 года     | 790             | Республиканец | Улисс Грант           | |
| 8     |         | Марш Marsh Giddings    | 27 июля 1871 года     | 3 июня 1875 года      | 1407            | Республиканец | Улисс Грант           | Умер |
| И. о. |         | Уильям Г. Рич          | 3 июня 1875 года      | 30 июля 1875 года     | 57              | Республиканец | —                     | Будучи секретарём территории исполнял обязанности губернатора после смерти М. Гиддингса.                                                                                       |
| 9     |         | Сэмюэл Б. Экстелл      | 30 июля 1875 года     | 29 сентября 1878 года | 1157            | Республиканец | Улисс Грант           | Был отстранён от должности министром внутренних дел. |
| 10    |         | Лью Уоллес             | 29 сентября 1878 года | 9 марта 1881 года     | 892             | Республиканец | Ратерфорд Хейс        | |
| 11    |         | Лайонел А. Шелдон      | 9 марта 1881 года     | 4 мая 1885 года       | 1517            | Республиканец | Джеймс Гарфилд        | |
| 12    |         | Эдмунд Г. Росс         | 4 мая 1885 года       | 14 мая 1889 года      | 1471            | Демократ      | Гровер Кливленд       | |
| 13    |         | Л. Брэдфорд Принс      | 14 мая 1889 года      | 25 апреля 1893 года   | 1442            | Республиканец | Бенджамин Гаррисон    | |
| 14    |         | Уильям Т. Торнтон      | 25 апреля 1893 года   | 2 июня 1897 года      | 1499            | Демократ      | Гровер Кливленд       | После ухода с поста губернатора вернулся к юридической практике и бизнесу. |
| 15    |         | Мигель А. Отеро        | 2 июня 1897 года      | 10 января 1906 года   | 3143            | Республиканец | Уильям Мак-Кинли      | Покинул пост в результате межфракционной борьбы в Республиканской партии. |
| 16    |         | Герберт Дж. Хейджермэн | 10 января 1906 года   | 20 апреля 1907 года   | 465             | Республиканец | Теодор Рузвельт       | Отправлен в отставку из-за интриг политической элиты Нью-Мексико. |
| 17    |         | Джордж Карри           | 20 апреля 1907 года   | 1 марта 1910 года     | 1046            | Республиканец | Теодор Рузвельт       | Подал в отставку. |
| 18    |         | Уильям Дж. Миллс       | 1 марта 1910 года     | 14 января 1912 года   | 684             | Республиканец | Уильям Тафт           | Покинув свой пост, в 1912 году безуспешно баллотировался в Сенат США. |

## Список губернаторов штата Нью-Мексико
| Демократы | Республиканцы |
| --------- | ------------- |
| 20        | 12            |

| #  | Портрет              | Губернатор              | Срок полномочий       | Срок полномочий       | Срок полномочий | Партия                 | Вице-губернатор                                                           | Прим. |
| #  | Портрет              | Губернатор              | Вступил в должность   | Покинул должность     | Дни             | Партия                 | Вице-губернатор                                                           | Прим. |
| -- | -------------------- | ----------------------- | --------------------- | --------------------- | --------------- | ---------------------- | ------------------------------------------------------------------------- | --- |
| 1  |                      | Уильям К. Макдональд    | 14 января 1912 года   | 1 января 1917 года    | 1814            | Демократ               | Эсекьель Кабеса де Бака                                                   | Первый губернатор штата Нью-Мексико. |
| 2  |                      | Эсекьель Кабеса де Бака | 1 января 1917 года    | 18 февраля 1917 года  | 48              | Демократ               | Вашингтон Э. Линдси                                                       | Первый латиноамериканец, избранный губернатором штата Нью-Мексико, и первый губернатор, родившийся в Нью-Мексико после его аннексии США. Умер вскоре после вступления в должность. |
| 3  |                      | Вашингтон Э. Линдси     | 18 февраля 1917 года  | 1 января 1919 года    | 682             | Республиканец          | Вакантна                                                                  | |
| 4  |                      | Октавиано А. Ларрасоло  | 1 января 1919 года    | 1 января 1921 года    | 731             | Республиканец          | Бенджамин Ф. Панки                                                        | Не смог повторно выдвинуться в губернаторы из-за оппозиции внутри Республиканской партии.                                                                                          |
| 5  |                      | Меррит К. Мечем         | 1 января 1921 года    | 1 января 1923 года    | 730             | Республиканец          | Уильям «Билл» Дакворт                                                     | Отказался баллотироваться на второй срок. |
| 6  |                      | Джеймс Ф. Хинкл         | 1 января 1923 года    | 1 января 1925 года    | 731             | Демократ               | Хосе А. Бака (1923—1924)                                                  | Не баллотировался на второй срок. |
| 6  | Вакантна (1924—1925) | Джеймс Ф. Хинкл         | 1 января 1923 года    | 1 января 1925 года    | 731             | Демократ               |                                                                           | Не баллотировался на второй срок. |
| 7  |                      | Артур Т. Хэннет         | 1 января 1925 года    | 1 января 1927 года    | 730             | Демократ               | Эдвард Г. Сарджент (1925—1929) Хью Б. Вудворд (1929) Вакантна (1929—1931) | Проиграл перевыборы. |
| 8  |                      | Ричард Ч. Диллон        | 1 января 1927 года    | 1 января 1931 года    | 1461            | Республиканец          | Эдвард Г. Сарджент (1925—1929) Хью Б. Вудворд (1929) Вакантна (1929—1931) | Первый губернатор Нью-Мексико, успешно баллотировавшийся на второй срок. |
| 9  |                      | Артур Селигман          | 1 января 1931 года    | 25 сентября 1933 года | 998             | Демократ               | Эндрю Хокенхалл                                                           | Умер |
| 10 |                      | Эндрю Хокенхалл         | 25 сентября 1933 года | 1 января 1935 года    | 463             | Демократ               | Вакантна                                                                  | |
| 11 |                      | Клайд Tingley           | 1 января 1935 года    | 1 января 1939 года    | 1461            | Демократ               | Луис Кабеса де Бака (1935—1937) Хирам М. Доу (1937—1939)                  | Был избран как сторонник «Нового курса» Ф. Д. Рузвельта. Первый губернатор штата Нью-Мексико, отбывший два полных срока подряд.                                                    |
| 12 |                      | Джон И. Майлз           | 1 января 1939 года    | 1 января 1943 года    | 1461            | Демократ               | Джеймс Мюррей-ст. (1939—1941) Сеферино Кинтана (1941—1943)                | |
| 13 |                      | Джон Дж. Демпси         | 1 января 1943 года    | 1 января 1947 года    | 1461            | Демократ-республиканец | Джеймс Б. Джонс                                                           | |
| 14 |                      | Томас Дж. Мабри         | 1 января 1947 года    | 1 января 1951 года    | 1461            | Демократ-республиканец | Джозеф М. Монтойя                                                         | |
| 15 |                      | Эдвин Л. Мечем          | 1 января 1951 года    | 1 января 1955 года    | 1461            | Республиканец          | Тибо Чавес                                                                | |
| 16 |                      | Джон Ф. Симмс           | 1 января 1955 года    | 1 января 1957 года    | 731             | Демократ               | Джозеф М. Монтойя                                                         | Проиграл перевыборы. |
| 17 |                      | Эдвин Л. Мечем          | 1 января 1957 года    | 1 января 1959 года    | 730             | Республиканец          | Вакантна                                                                  | Проиграл перевыборы. |
| 18 |                      | Джон Берроуз            | 1 января 1959 года    | 1 января 1961 года    | 731             | Демократ               | Эд В. Мид                                                                 | Проиграл перевыборы. |
| 19 |                      | Эдвин Л. Мечем          | 1 января 1961 года    | 30 ноября 1962 года   | 698             | Республиканец          | Том Болак                                                                 | Проиграл перевыборы и ушёл на освободившееся место от Нью-Мексико в Сенате США. |
| 20 |                      | Том Болак               | 30 ноября 1962 года   | 1 января 1963 года    | 32              | Республиканец          | Вакантна                                                                  | Как вице-губернатор исполнял обязанности ушедшего в отставку Э. Мечема до окончания его срока.                                                                                     |
| 21 |                      | Джек М. Кэмпбелл        | 1 января 1963 года    | 1 января 1967 года    | 1461            | Демократ               | Мак Изли                                                                  | Первый за 12 лет губернатор Нью-Мексико, переизбранный на второй срок. |
| 22 |                      | Дэвид Карго             | 1 января 1967 года    | 1 января 1971 года    | 1461            | Республиканец          | Ли Фрэнсис                                                                | |
| 23 |                      | Брюс Кинг               | 1 января 1971 года    | 1 января 1975 года    | 1461            | Демократ               | Роберто Мондрагон                                                         | |
| 24 |                      | Джерри Аподака          | 1 января 1975 года    | 1 января 1979 года    | 1461            | Демократ               | Роберт Э. Фергюсон                                                        | Первый в США с 1918 года губернатор-латиноамериканец наряду с Раулем Кастро. |
| 25 |                      | Брюс Кинг               | 1 января 1979 года    | 1 января 1983 года    | 1461            | Демократ               | Роберто Мондрагон                                                         | |
| 26 |                      | Тони Анайя              | 1 января 1983 года    | 1 января 1987 года    | 1461            | Демократ               | Майк Раннелс                                                              | |
| 27 |                      | Гаррей Карразерс        | 1 января 1987 года    | 1 января 1991 года    | 1461            | Республиканец          | Джек Л. Стал                                                              | |
| 28 |                      | Брюс Кинг               | 1 января 1991 года    | 1 января 1995 года    | 1461            | Демократ               | Кейси Луна                                                                | Проиграл перевыборы. |
| 29 |                      | Гэри Джонсон            | 1 января 1995 года    | 1 января 2003 года    | 2922            | Республиканец          | Уолтер Д. Брэдли                                                          | |
| 30 |                      | Билл Ричардсон          | 1 января 2003 года    | 1 января 2011 года    | 2922            | Демократ               | Дайан Дениш                                                               | |
| 31 |                      | Сюзана Мартинес         | 1 января 2011 года    | 1 января 2019 года    | 2922            | Республиканец          | Джон Санчес                                                               | Первая женщина, ставшая губернатором Нью-Мексико и первая в США латиноамериканская женщина-губернатор                                                                              |
| 32 |                      | Мишель Лухан-Гришэм     | 1 января 2019 года    | Действующая           | 2376            | Демократ               | Хоуи Моралес                                                              | Первый в истории США губернатор латиноамериканского происхождения, представляющий Демократическую партию                                                                           |